# Uno scozzese alla corte del Gran Kan
Uno scozzese alla corte del Gran Kan (The Adventures of Marco Polo) è un film del 1938 diretto da Archie Mayo. In Italia è stato ridistribuito nel 1951 col titolo Le avventure di Marco Polo.

## Trama
Il protagonista del film è un giovane scozzese che vive alla corte del Gran Khan e che si innamora, ricambiato, di una principessa. Il primo ministro si ribella al Khan per impadronirsi del potere. Il giovane si allea col capo di una città in rivolta e, dopo un'accanita  lotta, riesce a riportare la pace nel paese.

## Produzione
Il film nacque come una commedia incentrata più sull'ironia che sull'osservanza dei fatti storici. Le riprese iniziarono sotto la regia di John Cromwell, che abbandonò il progetto dopo soli cinque giorni a causa di divergenze col produttore Samuel Goldwyn. Costui contattò William Wyler, ma questi rifiutò. Goldwyn convinse John Ford a proseguire le riprese finché non avrebbe trovato un regista definitivo.

## Edizioni italiane
La mancata esaltazione dell'italianità presente nel film mise in moto la censura che, sotto l'egida del Ministero della cultura popolare che ostentava invece il passato storico italiano, optò per una sostanziale modifica del contesto. Qualsiasi riferimento non solo a Marco Polo, ma all'Italia intera, venne eliminato. Il mercante italiano venne trasformato in scozzese, col nome modificato in MacBone Pan, mentre Binguccio divenne Macniff. Vennero inoltre eliminate alcune sequenze a inizio film con riferimenti palesi a Venezia. Con queste pesanti modifiche il film poté essere distribuito nelle sale cinematografiche italiane nel 1939.
Nel 1946 il film venne ridistribuito nella medesima edizione di sette anni prima.
Nel 1951 se ne scelse la distribuzione con la volontà di ripristinare la fedeltà nei confronti della versione originale, a partire dal titolo, tradotto letteralmente Le avventure di Marco Polo, ridoppiando l'intera pellicola ripristinando i personaggi originari e reinserendo le sequenze eliminate in precedenza.

## Distribuzione
Il film venne distribuito negli Stati Uniti il 7 aprile 1938, mentre in Italia la prima volta nel 1939, la seconda nel 1946, e una terza volta nel 1951.

## Accoglienza

### Critica
(Mario Gromo su La Stampa del 6 aprile 1939)
(Adolfo Franci, L'Illustrazione Italiana, n. 16, 16 aprile 1939)